# Aerotoxisch syndroom
Aerotoxisch syndroom is de naam voor de langetermijneffecten op de gezondheid, waarvan de hypothese is dat het veroorzaakt wordt door het inademen van vervuilde cabinelucht in een vliegtuig. De term werd in 1999 geïntroduceerd door Harry Hoffman, Chris Winder en Christophe Balouet. In 2009 werd dit syndroom nog niet officieel in de geneeskunde erkend.
De lucht in een straal- of turbopropvliegtuigcabine wordt verzorgd door aftaplucht van de vliegtuigmotoren. Via deze route kunnen oliedruppeltjes uit de motor in de cabine komen. Cabinepersoneel en passagiers beweren ziek te zijn geworden van de gifstoffen in de motorolie die in de luchttoevoer terecht kunnen komen.

## Besmette aftaplucht
Straalmotoren hebben voor de smering een complex synthetisch oliemengsel nodig, dat onder andere de stof  TCP bevat. Van TCP bestaan meerdere  isomeren, de ortho-isomeer is sinds de jaren 20 bekend als zenuwgif. Afdichtingen houden de olie en lucht van elkaar gescheiden. De meeste soorten olieafdichtingen en aftapluchtcomponenten van straalmotoren lekken een minieme hoeveelheid motorolie in de verse luchtstroom van de motoren naar de cockpit en de cabine. Wanneer olieafdichtingen flink gaan lekken kan een grotere hoeveelheid olie in de motorluchtstroom terechtkomen, die in de cockpit en de cabine wordt waargenomen als vieze lucht, of, bij een ernstiger defect aan de afdichting, als rook. Dit staat bekend als een ‘fume event’.
Hoewel de meeste straalvliegtuigen zijn uitgerust met filters voor de gerecirculeerde lucht, is de toevoer van aftaplucht in de cabine niet gefilterd.

## Gezondheidseffecten
Onbekend is of er een verband bestaat tussen blootstelling aan TCP en het aerotoxisch syndroom. Niet iedereen krijgt klachten: afhankelijk van de ernst van de vervuiling en de personen kunnen de gezondheidseffecten zichtbaar worden na slechts één vlucht of zich ontwikkelen na herhaalde blootstelling aan de schadelijke stoffen.
De gerapporteerde gezondheidsklachten omvatten onder andere cognitieve problemen, duizeligheid, desoriëntatie, misselijkheid, ademhalingsmoeilijkheden, gevoel van onbehagen en diverse andere neurologische problemen. Een onderzoek in opdracht van de Britse overheid stelt dat nadelige effecten op de gezondheid op korte termijn mogelijk zijn, maar niet op lange termijn. Desondanks worden in veel verklaringen aan de Aerotoxic Association chronische gezondheidsproblemen gemeld.

## Onderzoek
Hoewel er verschillende studies zijn gedaan die gezondheidsproblemen aan het licht brachten, heeft onderzoek in opdracht van de Britse regering (Department for Transport) geen verband hiervan gevonden met gezondheidsproblemen op de lange termijn. De actiegroepen GCAQE en de Aerotoxic Association werpen tegen dat de onderzoeksbureaus de kwestie in de doofpot stoppen en geen oplossing proberen te vinden. De aanwezigheid van TCP in de cabine kan met metingen worden aangetoond, maar of dit inderdaad de neurotoxische isomeer betreft is niet zeker.
Onderzoekers van het Academisch Medisch Centrum Amsterdam bleken op 4 mei 2015 van mening te verschillen over de onderzochte relatie tussen TCP en geheugenproblemen.

### Verder lezen
- Gif in de cockpit, Zembla, 2009
- Gif in de cockpit deel 2, Zembla,2013
- Toxic Free Airlines Health Survey, 2009
- Interests and the shaping of an occupational health and safety controversy: the BAe 146 case, Nickolas Vakas, University of Wollongong, 2007
- Ill health Following Exposure to Contaminated Aircraft Air: Psychosomatic Disorder or Neurological Injury?, S Mackenzie Ross, A Harper, J Burdon, 2006